# Dr. Luke
Dr. Luke, właśc. Łukasz Sebastian Gottwald (ur. 26 września 1973 w Westerly, Rhode Island) – amerykański muzyk polskiego pochodzenia, autor tekstów piosenek oraz producent muzyczny, z którym współpracowali dotąd tacy artyści jak Miley Cyrus, Britney Spears, Katy Perry, Shakira, Kesha, Avril Lavigne, Flo Rida, Sugababes, Kelly Clarkson, Missy Elliott, Pink, Marina and The Diamonds, Lil’ Mama, Jibbs, Lady Sovereign, Kelis, Mos Def, Marion Raven, Backstreet Boys, Daughtry, The Veronicas, Carlos Santana, Vanessa Hudgens i One Direction. Dr. Luke grał na gitarze w Saturday Night Live Band przez dziesięć lat, opuścił zespół na końcu sezonu 2006–2007.
Ojciec Gottwalda, Janusz (1944–2010), był Żydem z Łasku.

## Dyskografia
- Miley Cyrus
  - „Party in the U.S.A.” – Autor słów/producent
  - „Wrecking Ball” – Współautor słów/producent
  - „The Time Of Our Lives” – Autor słów/producent
- Katy Perry
  - „I Kissed a Girl” – Producent, współautor słów
  - „Hot n Cold” – Autor słów/producent
  - „California Gurls” – Producent
  - „Teenage Dream” – Autor
  - „Last Friday Night (T.G.I.F.)” – Autor słów/producent
  - „E.T.” – Autor słów/producent
  - „The One That Got Away” – Producent
  - „Roar” – Autor tekstu/kompozytor/producent
- Kesha
  - „Tik Tok” – Producent / współautor słow z Keshą Sebert
  - „Take It Off” – Producent / współautor słow z Keshą Sebert i Claude’em Kellym
- Britney Spears
  - „Circus” – Producent / Współautor słów z Claude’em Kellym i Benjaminem Levinem
  - „Hold It Against Me” – Współautor słów, producent
  - „Shattered Glass” – Producent / Współautor słów z Claude’em Kellym i Benjaminem Levinem
  - „Lace and Leather” – Producent / Współautor słów z Benjaminem Levinem, Frankim Stormem i Ronnie Jackson
- Avril Lavigne
  - „Keep Holding On” – Producent / współautor słów z Avril Lavigne (utwór wykorzystany w ścieżce dźwiękowej filmu Eragon)
  - „Girlfriend” – Producent / współautor słów z Avril Lavigne
  - „Girlfriend” Dr. Luke Remix Feat. Lil Mama” – Remiks, producent i współautor słów
  - „I Can Do Better” – Producent / współautor słów z Avril Lavigne
  - „I Don’t Have to Try” – Producent / współautor słów z Avril Lavigne
  - „Hot” – Producent
  - „I Will Be” – Producent / współautor słów z Avril Lavigne, Maksem Martinem
  - „Runaway” – Producent / współautor słów z Avril Lavigne, Karą DioGuardi
  - „Alone” – Producent / współautor słów z Avril Lavigne, Maksem Martinem
  - „When You’re Gone (wersja akustyczna)” – Producent
  - „I Can Do Better (wersja akustyczna)” – Producent / współautor słów z Avril Lavigne
- Rihanna
  - „You da One” – Autor słów/producent
- Shakira
  - „Dare (La La La)”, po przeróbkach „La La La (Brazil 2014)” – Współautor słów, współproducent
- Lil’ Mama
  - „In The Mirror” – Producent z Jamesem „Groove” Chambersem
  - „Tour Bus (G-Slide)” – Producent i współautor słów
- Pink
  - „Who Knew” – Współautor słów/współproducent z Maksem Martinem
  - „'Cuz I Can” – Współautor słów/współproducent z Maksem Martinem
  - „U + Ur Hand” – Współautor słów/współproducent z Maksem Martinem & Rami
- Kelly Clarkson (piosenki #1 i #2 na liście Pop 100 magazynu Billboard za rok 2005 = częstość odtwarzania w radiu)
  - „Since U Been Gone” – Współautor słów/współproducent z Maksem Martinem
  - „Behind These Hazel Eyes” – Współautor słów z Maksem Martinem i Kelly Clarkson / współproducent z Maksem Martinem
  - „My Life Would Suck Without You” – Współautor słów, producent
- Sugababes
  - „About You Now” – Producent / współautor słów z Cathy Dennis
  - „Surprise (Goodbye)” – Producent / współautor słów z Cathy Dennis
  - „Open the Door” Producent / współautor słów z Cathy Dennis i Sugababes
- Flo Rida
  - „Right Round” – Współautor słów, producent
- Jessie J
  - „Price Tag” – Współautor słów, producent
- Leona Lewis
  - „I Will Be” – Producent / współautor słów z Avril Lavigne, Maksem Martinem
- Vanessa Hudgens
  - „Identified”
  - „Don’t Ask Why”
  - „First Bad Habit”
  - „Amazed”
  - „Set It Off”
- Daughtry
  - „Feels like Tonight” – Współautor słów
- Jibbs
  - „Firr Az That Thang” – Autor słów/producent
- Kelis
  - „I Don’t Think So” – Współautor słów/współproducent z Maksem Martinem
- Carlos Santana
  - „This Boy’s Fire” – Współproducent
- Paris Hilton
  - „Nothing in This World” – Autor słów/producent
- The Veronicas
  - „4ever” – Współautor słów/współproducent z Maksem Martinem
  - „Everything I’m Not” – Współautor słów/współproducent z Maksem Martinem & Rami
- Kelly Osbourne
  - „Too Much Of You” – Autor słów
- Marion Raven
  - „Break You” – Współautor słów/współproducent z Maksem Martinem
- Backstreet Boys
  - „Climbing The Walls” – Współautor słów/współproducent z Maksem Martinem
  - „Just Want You to Know” – Współautor słów/współproducent z Maksem Martinem
- Bo Bice
  - „U Make Me Better” – Współautor słów/współproducent z Maksem Martinem
  - „Lie ... It’s All Right” – Współautor słów/współproducent z Maksem Martinem
- Megan McCauley
  - „Tap That” – Współautor słów/współproducent z Maksem Martinem
- Ashley Parker Angel
  - „I’m Better” – Współautor słów/współproducent z Maksem Martinem
  - „Let U Go” – Współautor słów/współproducent z Maksem Martinem
- Ursula 1000
  - „Electrik Boogie” – Współautor słów i współproducent z Aleksem Gimenem
  - „Hello! Let’s Go To A Disco” – Współautor słów z Aleksem Gimenem
  - „Kinda Kinky” – Współautor słów i współproducent z Aleksem Gimenem
  - „Samba 1000” – Współautor słów i współproducent z Aleksem Gimenem
  - „The Girl From N.O.W.H.E.R.E” – Współautor słów i współproducent z Aleksem Gimenem
  - „Arrastao” – Współautor słów i współproducent z Aleksem Gimenem i Kool Kojak Comandante Allie Bombz
- Mos Def, Q-Tip & Tash
  - „Bodyrock” – Remiks
- Mos Def & Talib Kweli to Black Star
  - „Respiration” – Remiks
- KRS-One, Zack de la Rocha & Last Emperor
  - „C.I.A” – Remiks
- Lady Sovereign
  - „Love Me or Hate Me (Fuck You!!!!)” – Autor słów/producent (pierwsza w historii piosenka brytyjskiego artysty hip-hopowego, która dotarła do pierwszego miejsca listy Total Request Live w MTV)
  - „Love Me or Hate Me (Fuck You!!!!) (Remiks z udziałem Missy Elliott)” – Autor słów/producent
  - „Those Were the Days” – Autor słów/producent
  - „So Human” – Producent
- Jeannie Ortega
  - „Future Is Clear” – Producent/miks
  - „Got What It Takes” – Autor słów/producent
  - „Holla Back” – Autor słów/producent
  - „All My Love” – Autor słów/producent
  - „Cuz I Do” – Autor słów/producent
  - „Put 'Em Up” – Autor słów/producent
  - „Oh Oh” – Autor słów/producent
  - „Come See Me” – Autor słów/producent
  - „Make It Shake” – Autor słów/producent
- Skye Sweetnam
  - „Girl Like Me” – Autor słów/producent

- One Direction
  - „Rock Me” – Współautor słów/współproducent
  - Kim Petras
  - "Devil"